# Ватиканска лира
Вижте пояснителната страница за други значения на лира.
Ватиканската лира (на италиански: lira vaticana) е бившата национална валута на Ватикана между 1929 и 2002 година. Дели се на 100 центезима. Емитира се от Банката на Ватикана. Международният код на валутата е VAL. През 2002 г. Ватикана преминава към еврото при обменен курс 1 евро = 1936,27 лири. Той разполага със собствен набор от евромонети.

## История
Папската държава използва собствена лира между 1866 и 1870 г., след което тя престава да съществува. През 1929 г. с Латеранския договор се създава държавата Ватикан и съгласно условията на договора се въвежда отделна монета, деноминирана в центезими и лири, наравно с италианската лира. Италианските монети и банкноти са законно платежно средство във Ватикана. Ватиканските монети са сечени в Рим и също са законно платежно средство в Италия и Сан Марино.

## Монети
Развитието на ватиканските монети до голяма степен отразява развитието на италианските лири. През 1929 г. са въведени медни монети от 5 и 10 центезими, никелови 20 и 50 центесими, 1 и 2 лири и сребърни монети от 5 и 10 лири. През 1939 г. алуминиеви монети заместват медните, а през 1940 г. стоманени заменят никеловите. Между 1941 и 1943 г. производството на различните деноминации е намалено до само няколко хиляди годишно.
През 1947 г. са въведени нови монети от 1, 2, 5 и 10 лири, които са алуминиеви. Размерите на тези монети са намалени през 1951 г. През 1955 г. са въведени стоманени 50 и 100 лири, последвани от алуминиеви 20 лири през 1957 г. и сребърни 500 лири през 1958 г. Лирите от 1 и 2 са спрени от производство през 1977 г., последвано от 5 лири през 1978 г. Алуминиево-бронзовите 200 лири са въведени през 1978 г., последвани от биметални 500 и 1000 лири съответно през 1985 и 1997 г. 50 и 100 лири са намалени по размер през 1992 г.
От 1967 г. Ватиканът започва да издава монети с римски цифри за годината на издаване, за разлика от по-често срещаните арабски цифри. Монетите на ватиканската лира са изтеглени от обръщение с появата на еврото.
Ватикана често е пускал монетите си в ежегодно променящи се възпоменателни серии, включващи голямо разнообразие от теми. Докато повечето от тях са продадени под формата на монетни комплекти без циркулация, част от ватиканските монети са пуснати в общо обращение.